# Prix Monsieur et Madame Louis-Marin
Ne doit pas être confondu avec le prix M. et Mme Louis-Marin, ancien prix décerné par l'Académie française et le prix Louis-Marin, créé en 1976 à l’initiative de l’Association des écrivains combattants
.
Le prix Monsieur et Madame Louis-Marin  est un prix littéraire français annuel de l’Académie des sciences d'outre-mer, créé en 1976 et « destiné à récompenser un auteur ayant traité des sciences humaines en général et particulièrement l’ethnologie, l’anthropologie et les relations entre les divers peuples du monde ».
Louis Marin, né à Faulx (Meurthe) le 7 février 1871 et mort à Paris le 23 mai 1960, est un professeur d'ethnographie, membre de l’Académie des sciences morales et politiques, et homme politique français, député de Meurthe-et-Moselle de 1905 à 1951.  Le 19 mars 1954, il a épousé Fernande Hartmann à Paris (5e).

## Liste des lauréats
- 1976 : Anne Retel-Laurentin (1925-1983) pour Sorcellerie et ordalies : l’épreuve du poison en Afrique noire, essai sur le concept de négritude.
- 1977 : Louis-Vincent Thomas et René Luneau pour La Terre africaine et ses religions : traditions et changements.
- 1978 :
  - Gaudio Attilio (1930-2002) pour Le dossier du Sahara occidental.
  - Claude Rivière (1932-....) pour Classes et stratifications sociales en Afrique : le cas guinéen.
- 1979 : Adalbert-Gautier Hamman pour La vie quotidienne en Afrique du Nord au temps de saint Augustin.
- 1980 : André Louis (1912-1978) pour Nomades d’hier et d’aujourd’hui dans le Sud tunisien.
- 1981 : Maurice Ahanhanzo Glélé (1934-....) pour Religion, culture et politique en Afrique noire.
- 1982 :   
  - Edmond Bernus (1929-2004) pour Touaregs nigériens : unité culturelle et diversité régionale d’un peuple pasteur.
  - Jean-Yves Blot pour La « Méduse » : chronique d’un naufrage ordinaire.
- 1983 : Guy Lasserre (dir.) pour Atlas des départements d’outre-mer : la Réunion, la Martinique, la Guadeloupe, la Guyane.
- 1984 : Jacques Germain (1922-....) pour Peuples de la forêt de Guinée.
- 1985 :
  - Jean Martin (1937-....) pour Comores : quatre îles entre pirates et planteurs.
  - Rita Cordonnier (1953-1992) pour Femmes africaines et commerce : les revendeuses de tissu de la ville de Lomé (Togo).
- 1986 : Jacques Chevrier pour L’arbre à palabres : essai sur les contes et récits traditionnels d’Afrique noire.
- 1987 : Jean Monod (1941-....) pour Wora, la déesse cachée.
- 1988 : Jacqueline Roumeguère-Eberhardt pour Quand le python se déroule.
- 1990 : Liliane Crété pour La femme au temps de Scarlett, les Américaines au XIXe siècle.
- 1991 : Frédéric Meyer (1915-....) pour Boutin Vincent-Yves, Colonel d’Empire.
- 1992 : Tracy Chamoun pour Au nom du père.
- 1993 : Marianne Cornevin pour Archéologie africaine : à la lumière des découvertes récentes.
- 1995 : André-Pierre Robert (1923-....) pour Un destin d’Asie, 1918-1926, l’odyssée en Chine d’un diplomate et de sa jeune femme.
- 1996 : Jacques de Vanssay de pour L’Amérique française, enjeu européen, 1524-1804.
- 1997 : Jean-Pierre Hassoun (1952-....) pour Hmong du Laos en France, changement social, initiatives et adaptations, de l’autre côté du monde.
- 1998 : Alain Quella-Villéger pour Pierre Loti, le pèlerin de la planète.
- 1999 : Roger Pérennès pour La Palestine et la décadence de l’empire Ottoman, 1820-1920.
- 2000 : Rodolphe Alexandre pour Gaston Monnerville et la Guyane, 1897-1948.
- 2001 : Nelly Schmidt pour Abolitionnistes de l’esclavage et réformateurs des colonies, 1820-1851 : analyse et documents.
- 2002 : René Luneau (1932-2020) pour Comprendre l’Afrique : Évangile, modernité, mangeurs d’âme.
- 2003 : Rodolphe Biffot pour La Commission économique des Nations Unies pour l’Afrique.
- 2004 : Bernard Dumortier (1954-....) pour Atolls de l’atome, Mururoa & Fangataufa.
- 2005 : Elvire Maurouard (1971-....) pour Les beautés noires de Baudelaire.
- 2006 : Robert Larin (1947-....) pour Canadiens en Guyane, 1754-1805.
- 2007 : François Boustani pour La circulation du sang : entre Orient et Occident, l’histoire d’une découverte.
- 2008 : Charles Frostin (1929-2014) pour Les révoltes blanches à Saint-Domingue aux XVIIe et XVIIIe siècles, Haïti avant 1789.
- 2009 : Jean-François Solnon pour Le turban et la stambouline : l’Empire ottoman et l’Europe, XIVe – XXe siècle, affrontement et fascination réciproques.
- 2010 : Jean-Louis Gabin (1948-....) pour L’hindouisme traditionnel et l’interprétation d’Alain Daniélou.
- 2011 : Anthony Mangeon (1972-....) pour La pensée noire et l’Occident : de la bibliothèque coloniale à Barack Obama.
- 2012 :
  - Ali Mezghani pour L’État inachevé : la question du droit dans les pays arabes.
  - Naël Georges (1981-....) pour Le droit des minorités : le cas des chrétiens en Orient arabe.
- 2013 : Séverine Kodjo-Grandvaux (1977-....) pour Philosophies africaines.
- 2014 : Juliette Bourdin pour Entre porte ouverte et porte fermée, la politique chinoise des États-Unis du XIXe au XXIe siècle.
- 2015 : Anna Poujeau pour Des monastères en partage : sainteté et pouvoir chez les chrétiens de Syrie.
- 2016 : Bernard Patary (1960-....) pour L’institution missionnaire en Asie, XIXe – XXe siècles : le Collège général de Penang, un creuset catholique à l’époque coloniale.
- 2017 : Pierre François Souyri pour Moderne sans être occidental : aux origines du Japon d’aujourd’hui.
- 2018 :
  - Andrew S. Curran pour L’anatomie de la noirceur : science et esclavage à l’âge des Lumières.
  - Jean-Charles Ducène pour L’Europe et les géographes arabes du Moyen Âge (IXe – XVe siècle) : la grande terre et ses peuples : conceptualisation d’un espace ethnique et politique.
- 2019 : Julien Monange (1978-....) pour La Légion arabe de 1917 : dans le Hedjaz en guerre.
- 2020 : Martin Nogueira Ramos (1985-....) pour La foi des ancêtres.
- 2021 : Ju-Ling Lee (1982-....) pour Imaginer l’indigène : La photographie coloniale à Taïwan (1895-1945)
- 2022 : Philippe Chanson pour Yves Bertrais, la passion Hmong : un des derniers missionnaires-anthropologues du XXe siècle
- 2023 : Leïla Temime Blili pour Les femmes de la maison houssaynîte Al Harîm al Maçoun
- 2024 : ex æquo
  - Fabrice Balanche pour Les leçons de la crise syrienne : l’affrontement : face à l’Occident, l’Iran, la Russie et la Chine
  - Philippe Ducroquet  et Jean-Paul Charvet,  pour Atlas des politiques agricoles et alimentaires